# Attentat de Mubi du 21 novembre 2017
L'attentat de Mubi du 21 novembre 2017 est commis au cours de l'insurrection djihadiste au Nigeria.

## Déroulement
L'attentat est commis dans la mosquée de Madina, à Mubi, lors de l'arrivée des fidèles pour la prière du matin. Le kamikaze, un adolescent de dix-sept ans, se mêle alors à la foule pour entrer dans la mosquée, avant d'actionner ses explosifs.
L'attentat n'est pas revendiqué, mais il est attribué à Boko Haram car il porte la marque de la faction dirigée par Abubakar Shekau.

## Bilan humain
En fin de journée, le porte-parole de la police locale, Othman Abubakar, annonce un bilan d'au moins cinquante morts. Le lendemain, Ezra Sakawa, directeur principal de l'hôpital général de Mubi, annonce que l'hôpital a reçu quarante-huit victimes, dont huit décédées pendant leur traitement ; le bilan total des victimes passe alors à cinquante-huit morts au moins.